# Lokale Koordinationskomitees
Die Lokalen Koordinationskomitees (arabisch لجان التنسيق المحلية, DMG Liǧān at-tansīq al-maḥallīya, englisch Local Coordination Committees in Syria (LCC), französisch Comités Locaux de Coordination) entstanden nach Ausbruch des Aufstands in Syrien im März 2011 in verschiedenen Städten des Landes. Die Komitees übernahmen die Verantwortung und die Planung und Organisation von Veranstaltungen vor Ort in ihren eigenen Gemeinden und dokumentieren die Zahlen der vom Regime getöteten Menschen.
Im Laufe der Zeit haben viele Komitees die Koordinierung untereinander ausgebaut, um ihr Wirken, ihre Aktionen vor Ort und ihre politischen Positionen zu synchronisieren. Diese verschiedenen Koordinationskomitees bildeten zusammen die örtlichen Koordinationskomitees von Syrien als Dachverband mit Mitgliedern aus den meisten Städten Syriens. Der Dachverband war bislang ein Teil des Syrischen Nationalrats. Allerdings lassen sich nicht alle lokale Komitees unter den LCC organisieren, deshalb vertritt der Nationalrat nicht alle im Inneren des Landes agierenden Gruppen.

## Gründung
Die LCC entstand im März 2011 aus lokalen Gruppen, die Berichte über Proteste während der Aufstand in Syrien veröffentlichten und die sich zu einem nationalen Netz entwickelt haben, das sich mit der Berichterstattung und mit der Organisation von Protesten befasst.
Die Gruppen bildeten sich aus informellen Netzen von Dissidenten und Freunden. Manche Aktivisten waren bereits viele Jahre lang im Bereich der Menschenrechte tätig. Die Mitglieder der Komitees, die erst während des Aufstands gegründet wurden, waren häufig nie zuvor in der Politik tätig und sind überwiegend jung. Die New York Times beschreibt das Netzwerk als „eine aufsteigende Kraft in der syrischen Politik, die den Respekt für die seit langem aktiven aber auch geteilten Dissidenten verdient hat.“

## Mitglieder und Struktur
Das Netz ist dezentralisiert und arbeitet im Untergrund. Es hat diverse gesellschaftliche und religiöse Hintergründe. Die LCC ist international weniger bekannt als andere Organisationen in der syrischen Opposition. In vielen syrischen Städten und Provinzen organisieren sich vorwiegend Studenten in selbstverwalteten Gruppen. Die zumeist jungen Widerständler, von denen einige inzwischen aus Angst vor Verhaftung ins benachbarte Ausland geflüchtet sind, agieren vorwiegend über soziale Netzwerke und Webseiten. Einige von ihnen lehnen eine ausländische Einmischung ab.
Die Lokalen Komitees werden durch Spenden von einzelnen Unterstützern finanziert. Die weltweit aktive Initiative Adopt a Revolution aus Berlin vermittelt Partnerschaften zu einzelnen LCCs.
Die Struktur ändert sich je nach Lage ständig, insbesondere wenn ihre Mitglieder verhaftet oder getötet werden. Das erste Komitee wurde in Daraya, einer Vorstadt von Damaskus, gegründet. Im Februar 2012 hatte das Netz 14 lokale Komitees, jeweils in Daraa, Homs, Baniyas, Saraqeb, Idlib, al-Hasakah, Qamischli, Deir ez-Zor, an der syrischen Küste, Hama, ar-Raqqah, as-Suwaida', Damaskus und im Umland von Damaskus. Bereits im Juni 2011 war das Komitee in Homs das aktivste. Das Netz, bestehend aus 35 Führern, hat in diesem Zeitraum versucht, täglich aus den verschiedenen Orten zu berichten. Folgende Lokale Koordinationskomitees sind momentan unter dem Schirm der LCC:
- Komitee des besetzten Golans
- Komitee Dar'a
- Komitee von Da'el
- Komitee der Stadt Al-Dumayr
- Komitee der Provinz As-Suwaida / Zweig von Shahba und Umland
- Komitee Damaskus
- Komitee der syrischen Revolution in Dummar-Projekt
- Komitee Damaskus Umland
- Komitee von Darāyā
- Komitee von Al-Ruhaybah
- Komitee der Provinz Homs – Das Medienbüro
- Komitee der syrischen Revolution in Stadt Homs / Bab Al-Siba', Dayr Baa'lbah, Al-bayyadah und Al-khalidiyah
- Komitee Hama
- Komitee Idlib
- Komitee von Kafruma / Dschebel Al-zawiyah / Idlib gegen Baschar Al-Assad
- Komitee von Saraqeb
- Komitee von Tseel
- Komitee Syrische Küste
- Komitee Baniyas
- Der offizielle Sprecher der Revolution am Euphratstal in Deir-ez-Zor
- Komitee der Jugend der Provinz Ar-Raqqa
- Vereinigte Komitee der Provinz Al-Hasaka
- Komitee in Al-Hasaka
- Koalition der Shabab Sawa in Qamischli
- Noroz-Revolution in Syrien
- Komitee der Ärzte von Damaskus
- Die Freien Anwälte Syriens
- Union der Freien Studenten
- Koalition der freien Studenten der Universität Damaskus
- Jugendbewegung Hanano

## Haltung und Ziele
Im Internet wenden sie sich gegen eine militärische Intervention von außen und betonen die Eigenständigkeit und Souveränität des syrischen Volkes. Sie mahnen eine friedliche Lösung des Konflikts in Syrien an. Eine Studie der Kooperation für den Frieden zitiert: „Eine Militarisierung der Revolution würde die Unterstützung und Beteiligung an der Revolution durch das Volk minimieren. ... Militarisierung würde die Revolution in eine Arena tragen, wo das Regime einen deutlichen Vorteil hat, und die moralische Überlegenheit erodieren, die die Revolution seit ihren Anfängen charakterisiert hat.“. Dies zeichnete sich seit dem Anfang der Revolution aus. Lokale Koordinierungskomitees wie die von Daraya versuchten durch ihre friedvollen Aktionen die Sympathie der staatlichen Soldaten zu gewinnen, indem Sie z. B. ihnen Wasser und Rosen angeboten haben. Das kam durch eine Initiative von den Aktivisten Ghiyath Matar und Yahia Shurbaji. Beide wurden später im September 2011 verhaftet. Ghiyath wurde in Haft ermordet. An seiner Trauerfeier nahmen auch die Botschafter von Frankreich und den USA teil. Yahia Shurbaji wurde bislang nicht von der Haft entlassen.
Obwohl die LCC mehrmals und laut ihrer Webseite ihre friedliche Haltung zu verschiedenen Anlässen wieder betonten, herrscht eine Unklarheit über ihre gewaltfreie politische Haltung. Die US-amerikanische Journalistin Phyllis Bennis zählt die im Syrischen Nationalrat organisierten lokalen Koordinationskomitees gar zu den „internen und externen Unterstützern der bewaffneten Opposition“.

## Berichterstattung aus den Protestgebieten
Da eine unabhängige Berichterstattung in Syrien nicht möglich ist, sind die Berichte der örtlichen Koordinationskomitees vor Ort in den Protest- und Konfliktgebieten eine der Hauptquellen der Nachrichten über die Geschehnisse im Land, die durch internationale Medien aufgegriffen werden. Die Genauigkeit dieser Nachrichten kann allerdings aufgrund des Einreiseverbots für Journalisten und NGOs nicht überprüft werden.
Die Aktivisten der LLC laden Videos und Bilder über die Proteste und Repressionsmaßnahmen der Regierung ins Internet, insbesondere auf Youtube und in soziale Netzwerke wie Facebook und Twitter. Die Aktivisten werden auch über gesicherte Kommunikationslinien von verschiedenen internationalen Mediensender wie France 24 und al-Dschasira kontaktiert, um einen Bericht von ihnen über die Lage in deren Gebiete zu bekommen.

## Dokumentation der Menschenrechtsverletzungen
Eine Arbeitsgruppe der LCC befasst sich mit der Dokumentation der Menschenrechtsverletzungen. Dies geschieht nach den internationalen Standards direkt von den Betroffenen oder von Augenzeugen. Einige Aktivisten sind seit mehreren Jahren aktiv im Bereich der Menschenrechte, wie die Anwältin Razan Zaitouneh, deren Haupttätigkeit vor dem Ausbruch des Aufstands die Verteidigung der Rechte willkürlich wegen politischen Gründen verhafteten Menschen war. Sie erhielt den Anna-Politkowskaja-Preis und den Sacharow-Preis für die Meinungsfreiheit 2011. Razan wurde vom Regime aufgrund ihrer Tätigkeit bei der LCC verfolgt. Währenddessen arbeitete sie weiter an der Dokumentierung der Menschenrechtsverletzungen in Syrien, bis sie am 10. Dezember 2013 von Unbekannten in der von Oppositionellen kontrollierten Stadt Duma verschleppt wurde. Andere Menschenrechtler der LCC wurden auch verhaftet, wie die Frauenrechtlerin Hanadi Zahlout, die später dann entlassen wurde.

## Versorgung der Verwundeten
Wegen des Bürgerkriegs müssen provisorische Kliniken in den Orten der Demonstrationen errichtet werden, wo Ärzte unter Lebensgefahr Verwundete versorgt. Einige Mitgliedskoordinationen der LCC wurden gegründet, die solche Feldkrankenhäuser errichtet haben, unter Ihnen ist das Koordinationskomitee der Ärzte von Damaskus. Dieses Koordinationskomitee hat den Homo Homini Preis 2011 für ihre lebensrettende Aktionen erhalten. Das Lokalkomitee wurde von Ibrahim Nahil Othman, einem Arzt der Revolution, mitgegründet. Er wurde allerdings später an der türkischen Grenze erschossen, als er versuchte in die Türkei zu fliehen.